# Monte Robinet
Il Monte Robinet (2.679 m s.l.m.) è una montagna delle Alpi del Monginevro nelle Alpi Cozie. Si trova in Piemonte (Provincia di Torino).

## Descrizione

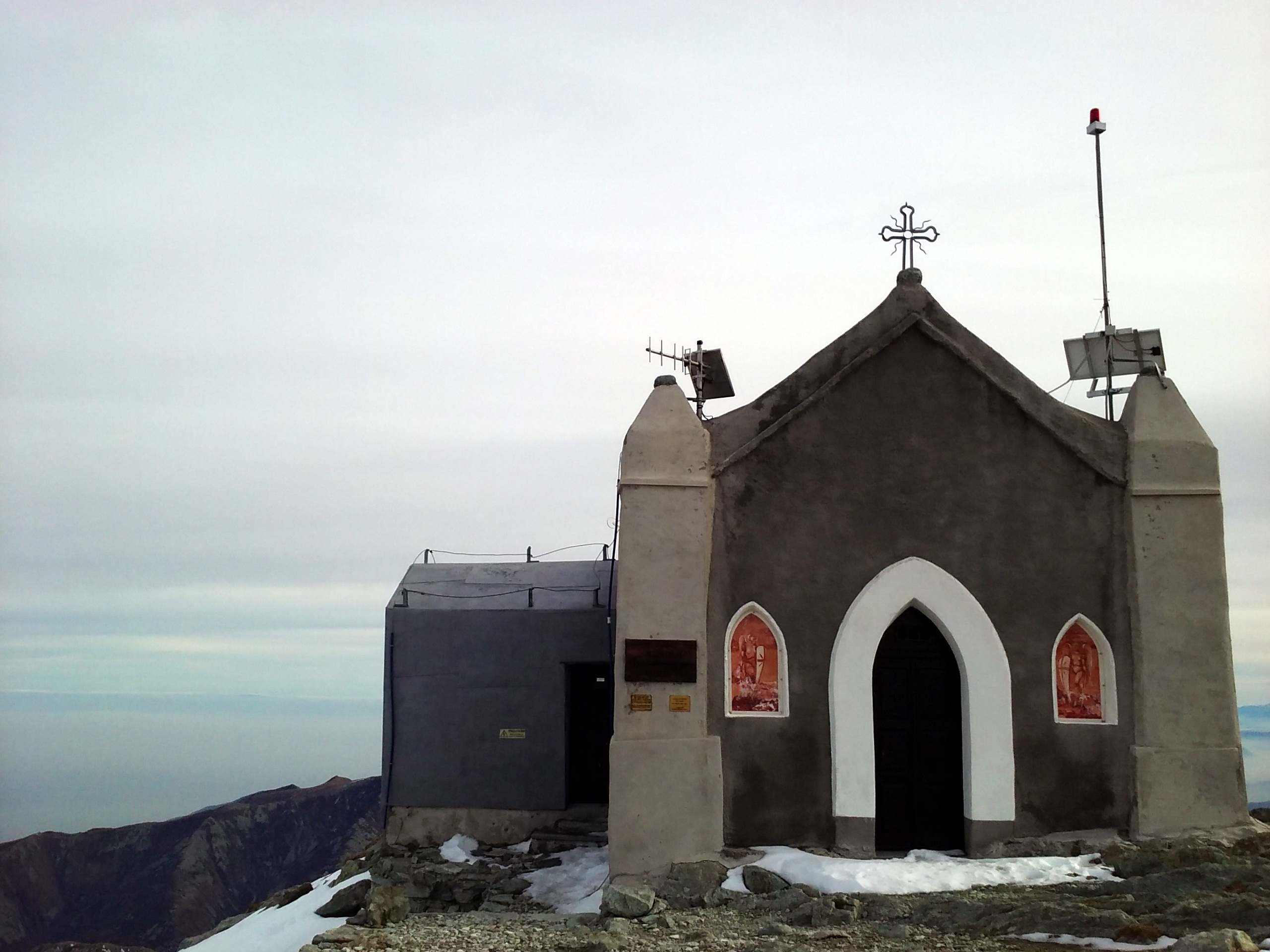
La Cappella della Madonna degli Angeli e il Bivacco adiacente

La montagna è collocata alla testata della Val Sangone ed all'inizio dello spartiacque tra la Val Chisone e la Val di Susa. Benché la sua vetta faccia parte del comune valsangonese di Coazze, e la sua posizione non occupi esattamente il punto in cui si spartiscono le acque delle tre valli, può essere considerato il monte che chiude la valle, e ad ovest del quale le altre due valli sopra citate confinano direttamente.
Sulla vetta vi sono una cappella eretta nel 1900 che è stata dedicata al culto della Madonna degli Angeli, ed un piccolo bivacco adiacente di 5 posti letto con corrente elettrica derivante da un generatore fotovoltaico.

## Accesso alla cima
Vari itinerari escursionistici (livello massimo EE) portano alla cima. Un itinerario dalla Val Sangone passa per il Rifugio Balma e sale al Colle Robinet da nord-est e da lì alla vetta in pochi minuti. Un altro sale al Colle del Robinet dal Vallone di Rouen il quale a sua volta è accessibile dal Rifugio Selleries o dal Lago Rouen, entrambi sul lato della Val Chisone.

## Rifugi alpini
Per favorire la conoscenza del Monte Rocciavrè e l'escursionismo vi sono alcuni rifugi alpini:
- Rifugio Fontana Mura - 1726 m. (Coazze, Sellery Superiore)
- Rifugio Balma - 1986 m. (Coazze, Val Sangone)
- Rifugio Palazzina Sertorio - 1454 m. (Coazze, Val Sangone)
- Bivacco Monte Robinet - Cappella Madonna degli Angeli 2681 m.
- Rifugio Selleries - 2030 m (Roure Chisone)